# مضاعف (ثلاثي ميثيل سيليل) أميد الليثيوم
مضاعف (ثلاثي ميثيل سيليل) أميد الليثيوم هو مركب ليثيوم وسيليكون عضوي له الصيغة LiN(SiMe3)2. يسمّى المركب أيضاً سداسي ميثيل ثنائي سيليزيد الليثيوم، ويرمز له لذلك LHMDS.

## التحضير
يحضّر مركب مضاعف (ثلاثي ميثيل سيليل) أميد الليثيوم من إجراء تفاعل بين ن-بوتيل الليثيوم في وسط من البينتان مع محلول من مضاعف (ثلاثي ميثيل سيليل) أمين (سداسي ميثيل ثنائي سيلازان) في وسط من الإيثر.
{\displaystyle \mathrm {[(CH_{3})_{3}Si]_{2}NH+C_{4}H_{9}Li\longrightarrow LiN[Si(CH_{3})_{3}]_{2}+C_{4}H_{10}} }
يمكن أن يحضّر المركب بهذا الأسلوب بشكل مباشر في وسط التفاعل (في الموقع).

## الخواص
إن مركب مضاعف (ثلاثي ميثيل سيليل) أميد الليثيوم هو مركب صلب، يتفكك لدى تماسه مع الهواء، كما أنه تلقائي الاشتعال، لذلك يحفظ ضمن جو من غاز خامل مثل النيتروجين. يوجد المركب في الحالة الصلبة على شكل ثلاثي وحدات،
وفي حالة المحلول فإنه يتجمع مثله مثل العديد من مركبات الليثيوم العضوية. إن درجة تجمع المركب على شكل متعدد وحدات يعتمد على نوع المذيب المستعمل.
ينحل المركب في العديد من المذيبات العضوية مثل رباعي هيدرو الفوران أو الإيثر، ويوجد المركب في مثل هذه المذيبات التي يمكن أن تشكل معقدات تساندية مثل الإيثرات  على شكل مزيج من أحادي وثنائي الوحدات، كما يحدث ذلك أيضاً في الأمينات. في حين أنه في المذيبات غير التساندية مثل الهيدروكربونات كالبينتان والمذيبات العطرية مثل التولوين يكون على شكل مزيج من ثنائي ورباعي الوحدات.
|                          |  |                                       |  |                                             |
| ناتج ضم LiHMDS مع TMEDA. |  | ثنائي الوحدات مع LiHMDS)2•THF2 : THF) |  | ثلاثي الوحدات الخالي من المذيبات: LiHMDS)3) |

## الاستخدامات
يستخدم LiHMDS في الكيمياء العضوية كقاعدة قوية غير محبة للنواة. إن قيمة ثابت تفكك الحمض له مشابهة لمركب ثنائي إيزوبروبيل أميد الليثيوم LDA (حوالي ~36)، لكن لديه إعاقة فراغية أكبر وبالتالي أقل نكليوفيلية. يمكن أن يستخدم ليشكّل أسيتيليد، أو إينولات لفلز الليثيوم.
على هذا الأساس يستخدم في العديد من تفاعلات الازدواج، خاصة في تفاعلات تشكيل روابط كربون-كربون مثل تفاعل فراتر-سيباخ Fráter–Seebach reaction و تكاثف كلايسن.
كما يدخل LiHMDS كربيطة في العديد من التفاعلات ليعطي معقدات تساندية.